# Xã Lambert, Quận Red Lake, Minnesota
Xã Lambert (tiếng Anh: Lambert Township) là một xã thuộc quận Red Lake, tiểu bang Minnesota, Hoa Kỳ. Năm 2010, dân số của xã này là 129 người.